# Янковиці (Кутновський повіт)
Янковиці (пол. Jankowice) — село в Польщі, у гміні Кросневиці Кутновського повіту Лодзинського воєводства.
Населення — 168 осіб (2011).
У 1975-1998 роках село належало до Плоцького воєводства.

## Демографія
Демографічна структура станом на 31 березня 2011 року:
|          | Загалом | Допрацездатний вік | Працездатний вік | Постпрацездатний вік |
| -------- | ------- | ------------------ | ---------------- | -------------------- |
| Чоловіки | 83      | 12                 | 59               | 12                   |
| Жінки    | 85      | 9                  | 46               | 30                   |
| Разом    | 168     | 21                 | 105              | 42                   |